# Еммануель Мартен
Еммануель Мартен (фр. Emmanuel Martin, нар. 8 червня 1982 року), відомий під псевдонімом Горобей (фр. Gorobeï), є французьким ілюстратором, який спеціалізується на книгах-іграх.